# SKハウジング
SKハウジング株式会社（エスケイはうじんぐ）は、日本の不動産会社である。

## 概要
株式会社三共グループに属し、不動産賃貸管理と不動産売買を主に展開する。
2015年11月10日、奈良市の奈良ドリームランド跡地（約30ヘクタール、2006年に閉園）を、7億3千万円の最低入札価格で落札した。

## 関連会社
- 株式会社三共
- 株式会社サンキョウホーム
- 株式会社バイセップス